# Cormoran des bancs
Phalacrocorax neglectus
Espèce
Répartition géographique
Statut de conservation UICN

 EN A2ace+3ce+4ace : En danger
Le Cormoran des bancs (Phalacrocorax neglectus) est une espèce d'oiseaux de la famille des phalacrocoracidés qui se retrouve le long des côtes de la Namibie et de l'Afrique du Sud.

## Nidification
Le Cormoran des bancs niche sur les îles rocheuses le long des côtes près du niveau de l'eau.  Les nids sont occasionnellement détruits par les vagues.  Il utilise parfois des structures artificielles.  Il niche en colonie, généralement de moins de 100 couples.

## Alimentation
Il se nourrit de poissons, de crustacés et de céphalopodes à un maximum de huit ou neuf kilomètres des côtes, seul ou en petits groupes.